# Farewell Spit
Le Farewell Spit, en français « isthme » ou « presqu'île Farewell », est une flèche littorale partant de l'extrémité nord de l'île du Sud de Nouvelle-Zélande, à partir du cap Farewell. Il est situé à une cinquantaine de kilomètres au nord de Takaka et à une vingtaine de kilomètres de Collingwood. Son nom maori est Tuhuroa.

## Géographie

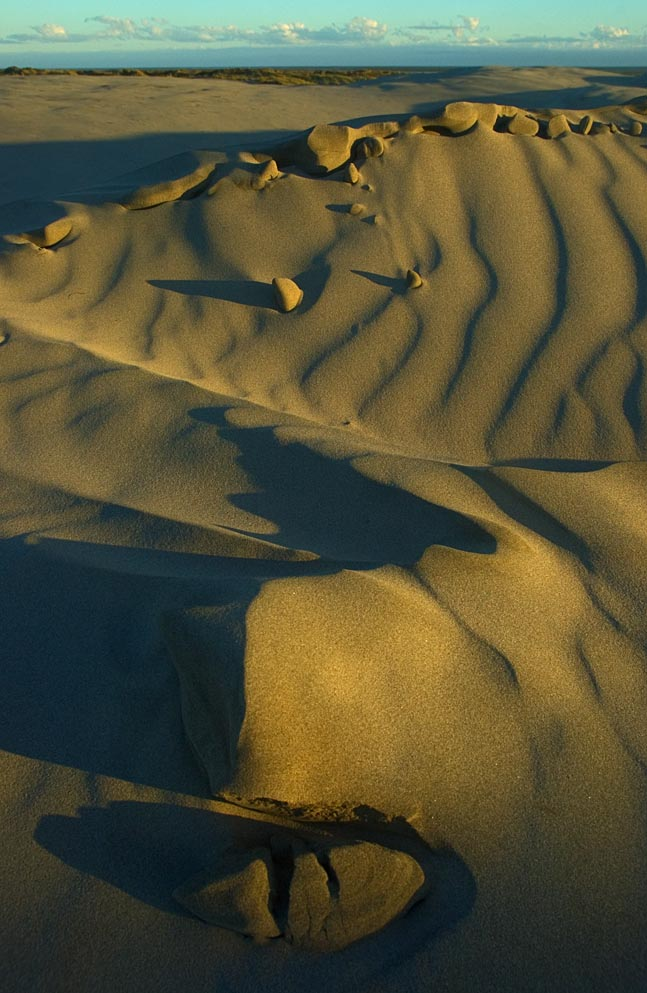
Dunes de sable sur le Farewell Spit

Le Farewell Spit forme le côté nord de Golden Bay. C'est le plus long banc de sable de Nouvelle-Zélande, qui s'étend sur environ 26 km au-dessus du niveau des mers et de 6 kilomètres sous l'eau. Farewell Spit est fait de sable fin et doré, composé de silice et de traces d'autre minéraux comme le grenat, l'ilménite, la magnétite et le pyroxène. L'érosion des falaises en sable fin par les courants de la mer provoque le déplacement de Farewell Spit à l'est
Le côté sud des dunes qui fait face à Golden Bay est plus stable et en grande partie recouvert de végétation. Constamment exposés aux vents dominants, le côté nord des dunes, bordée par la mer de Tasman, est plus raide et instable. La marée peut faire reculer de sept kilomètres la limite des terres et découvrir quelque 80 kilomètres carrés de terrain.

## Histoire
Abel Tasman fut en 1642 le premier Européen à voir cette muraille de sable. En 1770, le capitaine James Cook, un autre visiteur européen, représenta sur ses cartes Farewell Spit comme une large péninsule.
Le phare au bout du banc de sable a été allumé pour la première fois en 1870. Le dernier gardien de phare l'a quitté en 1984, quand le phare est devenu automatique.

## Écologie
Le Farewell Spit est administré par le New Zealand Department of Conservation, en tant que réserve de vie sauvage. Mis à part une petite zone vers le cap Farewell, Farewell Spit est fermé au public, sauf en cas de visites organisées. On y trouve le phare de Farewell Spit construit en 1897.
Les dunes abritent des colonies de fou austral et le côté sud de Farewell Spit est le foyer de plusieurs milliers d'oiseaux de mer. Cet environnement riche en nourriture pour les nombreux oiseaux de la région est également un piège pour les baleines qui peuvent s'y échouer. De fréquents échouages de baleines, principalement des globicéphale commun ou globicéphale noir  ont eu lieu dans la région. Le 15 novembre 2012, un groupe de baleines pilotes se sont échoués sur ce rivage. Onze ont été retrouvés mortes le premier jour. Quatre cent seize se sont échouées le 11 février 2017.

## Naufrages
La Queen Bee s'est échoué au large Farewell Spit en 1877 et le SS Port Kembla a été coulé par une mine a 17 km au large de son rivage en 1917.